# Orbiteur
Pour les articles homonymes, voir orbiteur (homonymie).
 (août 2024).
Si vous disposez d'ouvrages ou d'articles de référence ou si vous connaissez des sites web de qualité traitant du thème abordé ici, merci de compléter l'article en donnant les références utiles à sa vérifiabilité et en les liant à la section « Notes et références ».

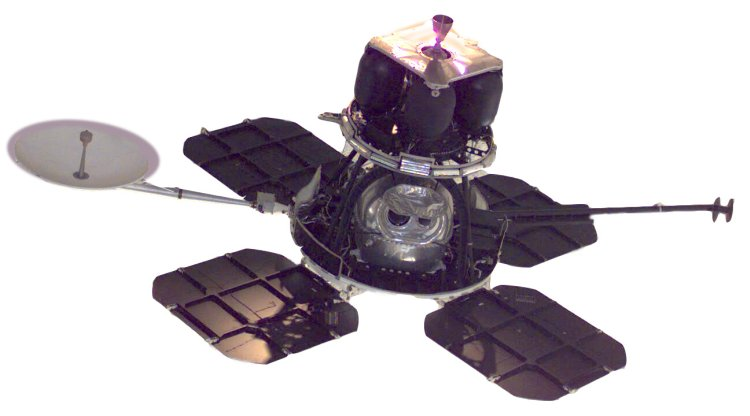
Sonde Luna orbiter 1 du Programme Lunar Orbiter.

Dans le domaine de l'astronautique, un orbiteur ou sonde orbitale désigne une sonde spatiale qui étudie une planète ou un autre corps céleste en se plaçant en orbite autour de celui-ci. Il s'oppose principalement  à l'atterrisseur qui est une sonde spatiale atterrissant à la surface pour une étude in situ, ainsi qu'à l'impacteur qui vient percuter cette surface. Il existe une quatrième catégorie de sonde spatiale qui ne fait que survoler en passant les corps célestes qu'il étudie.

## Description
L'orbiteur présente des avantages par rapport à un atterrisseur. Il est beaucoup plus facile de placer une sonde spatiale en orbite que de la faire atterrir : la masse nécessaire est plusieurs fois inférieure, car les opérations permettant un atterrissage sur le sol d'une planète sont très délicates et nécessitent plusieurs tonnes d'ergols, voire un bouclier thermique (s'il y a une atmosphère).
L'orbiteur peut disposer aujourd'hui d'instruments très performants tels que caméras, radars, spectromètres, magnétomètres, etc. Il peut balayer en quelques jours l'ensemble de la surface d'une planète en obtenant beaucoup d'informations à la fois sur la surface, l'atmosphère (si elle existe) et le sous-sol.

## Quelques orbiteurs, hors ceux de la Terre

### Soleil
- Pioneer 5
- Pioneer 6
- Pioneer 7
- Pioneer 8
- Pioneer 9
- Helios
- ISEE-3
- Ulysses
- WIND
- SOHO
- ACE
- Genesis
- STEREO

### Mercure
- MESSENGER

### Vénus
- Venera 9
- Venera 10
- Pioneer Venus
- Venera 15
- Venera 16
- Magellan
- Venus Express

### Terre
- Satellites d'observation de la Terre

### Lune
- Luna 10
- Explorer 33
- Lunar Orbiter 1
- Luna 11
- Luna 12
- Lunar Orbiter 2
- Lunar Orbiter 3
- Lunar Orbiter 4
- Explorer 35
- Lunar Orbiter 5
- Luna 14
- Luna 19
- Explorer 49
- Luna 22
- Hiten
- Clementine
- Lunar Prospector
- Lunar Reconnaissance Orbiter
- SMART-1
- SELENE
- Chang'e 1
- Chang'e 2
- Chandrayaan-1

### Mars
- Mariner 9
- Mars 2
- Mars 3
- Mars 5
- Viking 1
- Viking 2
- Phobos 2
- Mars Global Surveyor
- 2001 Mars Odyssey
- Mars Express
- Mars Reconnaissance Orbiter
- ExoMars Trace Gas Orbiter

### Jupiter
- Galileo
- Juno

### Saturne
- Cassini-Huygens

### Astéroïdes
- NEAR Shoemaker, étude de (433) Éros
- Hayabusa, étude de 25143 Itokawa

### Comètes
- Rosetta, étude de 67P/Tchourioumov-Guérassimenko